# 六君子图

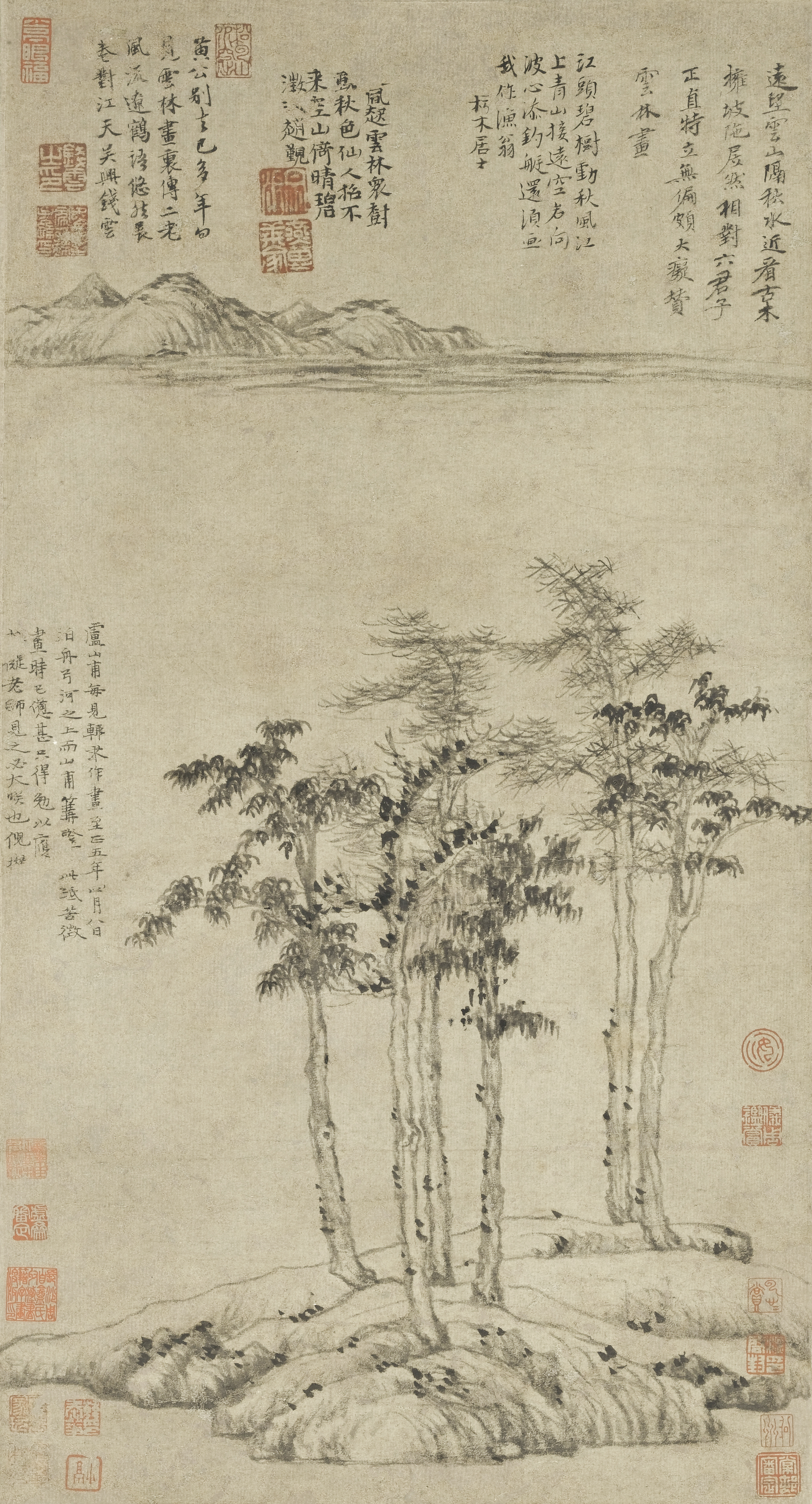

《六君子图》是元代画家倪瓒的一部作品，作于1345年，藏於上海博物館。为平远两段式构图，颇能反应画家的典型风格，当时山水画处于风急剧变化的时代，倪瓒的这种画法显得颇为超前。该图画的是太湖一代秋天的景色：画面上方是一片平缓的山丘，中部则是一大片波澜不惊的湖面。前景画着六棵挺拔的树——松、柏、樟、槐、楠、榆，各有象征意义。树梢比湖对岸地平线略低，扎根在荒坡之上，显出孤傲、正直清高的的性格。全图为两横一竖结构，简洁而深含意蕴。
画中有作者自题的作画经过：“卢山甫每见辄求作画，至正五年四月八日，泊舟弓河之上，而山甫篝灯出此纸，苦征余画，时已惫甚，只得勉以应之。大痴老师见之必大笑也”。还有黄公望的题诗：“居然相对六君子，正直特立无偏颇。”